# Campionati del mondo Ironman del 2014
L'edizione dei Campionati del Mondo di Ironman del 2014 si è tenuta in data 11 ottobre a Kailua-Kona, Hawaii.
Tra gli uomini ha vinto il tedesco Sebastian Kienle, mentre tra le donne si è laureata campionessa del mondo ironman l'australiana Mirinda Carfrae.
Si è trattata della 38ª edizione dei campionati mondiali di Ironman, che si tengono annualmente dal 1978 con una competizione addizionale che si è svolta nel 1982. I campionati sono organizzati dalla World Triathlon Corporation (WTC).

## Ironman Hawaii - Classifica

### Uomini
| Pos. | Tempo    | Nome                | Paese       | Ripartizione tempi | Ripartizione tempi | Ripartizione tempi | Ripartizione tempi | Ripartizione tempi |
| Pos. | Tempo    | Nome                | Paese       | Nuoto              | T1                 | Bici               | T2                 | Corsa              |
| ---- | -------- | ------------------- | ----------- | ------------------ | ------------------ | ------------------ | ------------------ | ------------------ |
|      | 08:14:18 | Sebastian Kienle    | Germania    | 54:38              | 2:01               | 04:20:46           | 2:17               | 02:54:36           |
|      | 08:19:23 | Ben Hoffman         | Stati Uniti | 51:20              | 1:55               | 04:32:20           | 2:23               | 02:51:25           |
|      | 08:20:32 | Jan Frodeno         | Germania    | 50:56              | 1:51               | 04:37:19           | 2:40               | 02:47:46           |
| 4    | 08:21:38 | Andy Potts          | Stati Uniti | 50:56              | 1:50               | 04:36:56           | 3:38               | 02:48:18           |
| 5    | 08:22:19 | Cyril Viennot       | Francia     | 54:32              | 1:57               | 04:31:18           | 2:27               | 02:51:55           |
| 6    | 08:22:29 | Nils Frommhold      | Germania    | 51:14              | 1:55               | 04:34:11           | 2:24               | 02:52:45           |
| 7    | 08:23:26 | Tim Van Berkel      | Australia   | 51:21              | 2:04               | 04:36:45           | 2:23               | 02:50:53           |
| 8    | 08:24:11 | Frederik Van Lierde | Belgio      | 51:03              | 2:13               | 04:32:17           | 2:17               | 02:56:21           |
| 9    | 08:28:28 | Bart Aernouts       | Belgio      | 55:43              | 2:14               | 04:37:47           | 2:32               | 02:50:12           |
| 10   | 08:30:15 | Romain Guillaume    | Francia     | 51:08              | 1:55               | 04:34:23           | 2:51               | 02:59:58           |

### Donne
| Pos. | Tempo    | Nome             | Paese         | Ripartizione tempi | Ripartizione tempi | Ripartizione tempi | Ripartizione tempi | Ripartizione tempi |
| Pos. | Tempo    | Nome             | Paese         | Nuoto              | T1                 | Bici               | T2                 | Corsa              |
| ---- | -------- | ---------------- | ------------- | ------------------ | ------------------ | ------------------ | ------------------ | ------------------ |
|      | 09:00:55 | Mirinda Carfrae  | Australia     | 01:00:14           | 2:02               | 05:05:48           | 2:25               | 02:50:26           |
|      | 09:02:57 | Daniela Ryf      | Svizzera      | 56:55              | 2:02               | 04:54:33           | 2:27               | 03:07:00           |
|      | 09:04:23 | Rachel Joyce     | Regno Unito   | 56:47              | 1:55               | 04:56:49           | 2:25               | 03:08:45           |
| 4    | 09:10:19 | Jodie Swallow    | Regno Unito   | 54:28              | 2:03               | 05:02:46           | 2:17               | 03:08:45           |
| 5    | 09:12:43 | Caroline Steffen | Svizzera      | 56:53              | 2:08               | 05:02:03           | 2:56               | 03:08:43           |
| 6    | 09:16:58 | Julia Gajer      | Germania      | 1:00:17            | 2:35               | 05:06:13           | 3:14               | 03:04:39           |
| 7    | 09:18:11 | Liz Lyles        | Stati Uniti   | 1:00:19            | 2:03               | 05:10:15           | 2:10               | 03:03:24           |
| 8    | 09:19:21 | Gina Crawford    | Nuova Zelanda | 55:4               | 2:18               | 05:17:30           | 2:40               | 03:01:49           |
| 9    | 09:20:46 | Mary Beth Ellis  | Stati Uniti   | 54:56              | 1:58               | 05:00:04           | 2:24               | 03:21:24           |
| 10   | 09:23:34 | Liz Blatchford   | Australia     | 54:59              | 2:01               | 05:13:30           | 2:48               | 03:10:16           |

## Ironman - Risultati della serie

### Uomini
| Evento                    | Oro                               | Tempo    | Argento                | Tempo    | Bronzo                  | Tempo    |
| African Championship      | Nils Frommhold                    | 08:26:07 | Kyle Buckingham        | 08:32:39 | Faris Al-Sultan         | 08:33:19 |
| Malaysia                  | Patrik Nilsson                    | 08:41:53 | Fredrik Croneborg      | 08:58:45 | Karol Džalaj            | 09:15:00 |
| Kärnten                   | Ivan Raña                         | 07:48:43 | Christian Kramer       | 07:54:31 | David Plese             | 08:02:54 |
| Barcelona                 | Clemente Alonso                   | 08:04:13 | Miquel Blanchart Tinto | 08:04:38 | Konstantin Bachor       | 08:09:42 |
| Copenhagen                | Henrik Hyldelund                  | 08:03:39 | Clemente Alonso        | 08:10:53 | Timo Bracht             | 08:11:32 |
| European Championship     | Sebastian Kienle                  | 07:55:14 | Frederik Van Lierde    | 08:00:25 | Jan Frodeno             | 08:07:05 |
| France                    | Bart Aernouts                     | 08:33:22 | Victor Del Corral      | 08:37:23 | Tyler Butterfield       | 08:40:56 |
| Kalmar                    | Horst Reichel                     | 08:13:01 | Viktor Zyemtsev        | 08:19:17 | Tom Lowe                | 08:19:23 |
| Lanzarote                 | Romain Guillaume                  | 08:47:39 | Miquel Blanchart Tinto | 08:58:06 | Bert Jammaer            | 09:00:44 |
| UK                        | Cyril Viennot                     | 08:44:10 | Joe Skipper            | 08:48:12 | Kirill Kotsegarov       | 08:51:01 |
| Wales                     | Matt Trautman                     | 09:07:28 | Fraser Cartmell        | 09:10:16 | Peru A. San Ildefonso   | 09:18:28 |
| Arizona                   | Brent Mcmahon                     | 07:55:48 | Clemente Alonso        | 08:00:42 | Jordan Rapp             | 08:03:14 |
| Penticton                 | Marino Vanhoenacker               | 08:16:10 | Jeff Symonds           | 08:25:22 | Paul Ambrose            | 08:33:10 |
| Chattanooga               | Matt Hanson                       | 08:12:32 | Daniel Bretscher       | 08:19:05 | Trevor Wurtele          | 08:22:00 |
| Florida                   | Lionel Sanders                    | 06:58:46 | Tom Lowe               | 07:17:53 | Maxim Kriat             | 07:24:50 |
| Louisville                | Chris Mcdonald                    | 08:40:51 | Thomas Gerlach         | 08:41:07 | Patrick Evoe            | 08:49:27 |
| Lake Placid               | Juan Eugenio Valencia Saldarriaga | 08:49:13 | Timothy Clarke         | 08:51:38 | Erik Reitinger          | 08:52:02 |
| Maryland                  | Matthew J Bach                    | 08:51:19 | Nathan Rickman         | 08:56:21 | Rafael C. Fortes Garcia | 09:07:45 |
| Texas                     | Bevan Docherty                    | 08:09:37 | Matt Russell           | 08:14:53 | Justin Daerr            | 08:17:29 |
| Wisconsin                 | Daniel Bretscher                  | 08:31:20 | Brandon Marsh          | 08:32:23 | Pedro Gomes             | 08:36:56 |
| Australia                 | Elliot Holtham                    | 08:35:18 | Paul Ambrose           | 08:37:47 | Nick Baldwin            | 08:41:19 |
| Western Australia         | Denis Chevrot                     | 08:05:58 | Patrik Nilsson         | 08:12:11 | Per Van Vlerken         | 08:14:37 |
| New Zealand               | Marko Albert                      | 08:17:33 | Cameron Brown          | 08:21:55 | Terenzo Bozzone         | 08:28:56 |
| Asia-Pacific Championship | Cameron Brown                     | 08:20:15 | Tim Van Berkel         | 08:23:23 | Peter Robertson         | 08:33:26 |
| Brazil                    | Igor Amorelli                     | 08:07:52 | Santiago Ascenco       | 08:11:44 | Marcel Zamora Perez     | 08:16:10 |
| Cozumel                   | Michael Weiss                     | 08:12:16 | Matt Chrabot           | 08:29:50 | Clemente Alonso         | 08:30:17 |

### Donne
| Evento                    | Oro                | Tempo    | Argento             | Tempo    | Bronzo                | Tempo    |
| African Championship      | Simone Braendli    | 09:31:54 | Lucy Gossage        | 09:33:07 | Jodie Swallow         | 09:33:59 |
| Malaysia                  | Diana Riesler      | 09:26:38 | Keiko Tanaka        | 10:00:13 | Dimity Lee Duke       | 10:02:03 |
| Kärnten                   | Linsey Corbin      | 08:42:42 | Simonee Braendli    | 08:49:16 | Lisa Huetthaler       | 08:53:20 |
| Barcelona                 | Eva Wutti          | 08:49:21 | Camilla Pedersen    | 08:58:46 | Susie Cheetham        | 09:03:32 |
| Copenhagen                | Daniela Ryf        | 08:53:33 | Sofie Goos          | 09:06:08 | Mareen Hufe           | 09:25:18 |
| European Championship     | Corinne Abraham    | 08:52:40 | Liz Lyles           | 08:56:36 | Gina Crawford         | 08:58:06 |
| France                    | Tine Deckers       | 09:12:21 | Caitlin Snow        | 09:13:02 | Lisa Roberts          | 09:23:58 |
| Kalmar                    | Leanda Cave        | 08:56:50 | Erika Csomor        | 09:30:04 | Camilla Lindholm Borg | 09:31:38 |
| Lanzarote                 | Lucy Gossage       | 09:41:40 | Susan Blatt         | 09:44:59 | Corinne Abraham       | 09:51:41 |
| UK                        | Tamsin Lewis       | 09:52:12 | Katja Konschak      | 10:11:25 | Joanna Carritt        | 10:21:14 |
| Wales                     | Amy Forshaw        | 10:57:26 | Julia Bohn          | 11:20:54 | Laura Bostock         | 00:00:00 |
| Arizona                   | Meredith Kessler   | 08:50:41 | Lisa Huetthaler     | 08:58:46 | Heather Jackson       | 09:08:57 |
| Canada- Penticton         | Bree Brown         | 09:46:58 | Karen Thibodeau     | 09:51:35 | Mackenzie Madison     | 09:52:46 |
| Chattanooga               | Angela Naeth       | 08:54:55 | Ruth Brennan Morrey | 09:09:39 | Jennie Hansen         | 09:12:37 |
| Florida                   | Yvonne Van Vlerken | 08:01:47 | Camilla Lindholm    | 08:36:28 | Ashley Clifford       | 08:36:55 |
| Louisville                | Nina Kraft         | 09:31:19 | Jackie Hering       | 09:43:25 | Caroline Gregory      | 09:47:02 |
| Lake Placid               | Amber Ferreira     | 09:48:28 | Kim Schwabenbauer   | 09:55:14 | Lisa Roberts          | 09:57:04 |
| Maryland                  | Lauren Capone      | 09:26:02 | Robyn Hardage       | 09:35:28 | Ann Hammer            | 09:58:24 |
| Texas                     | Kelly Williamson   | 08:54:42 | Julia Gajer         | 09:00:51 | Amber Ferreira        | 09:11:48 |
| Wisconsin                 | Britta Martin      | 09:30:08 | Tamara Kozulina     | 09:41:16 | Ashley Clifford       | 09:45:10 |
| Australia                 | Mel Hauschildt     | 09:28:43 | Lisa Marangon       | 09:30:50 | Melanie Burke         | 09:32:53 |
| Western Australia         | Britta Martin      | 08:56:34 | Mareen Hufe         | 09:00:21 | Liz Blatchford        | 09:02:11 |
| New Zealand               | Meredith Kessler   | 09:08:46 | Gina Crawford       | 09:15:53 | Candice Riley         | 09:30:04 |
| Asia-Pacific Championship | Liz Blatchford     | 09:16:58 | Melanie Burke       | 09:22:53 | Asa Lundstrom         | 09:25:56 |
| Brazil                    | Sara Gross         | 08:56:41 | Sophie Goss         | 09:00:27 | Ariane Monticeli      | 09:02:50 |
| Cozumel                   | Nicola Spirig      | 09:14:07 | Michelle Vesterby   | 09:17:30 | Kelly Williamson      | 09:24:41 |